# مدیریت سامانه‌ها
مدیریت سامنه‌ها (انگلیسی: Systems management) به مدیریت گسترده سامانه‌های رایانش توزیع‌شده، از جمله سامانه‌های رایانه‌ای اشاره دارد، که اغلب به‌طور فزاینده ای تحت تأثیر ابتکارات مدیریت شبکه در ارتباطات مخابراتی قرار دارد. مدیریت عملکرد نرم‌افزار، مدیریت پیکربندی، سامانه مدیریت بسته، مدیریت هویت و گسترش نرم‌افزار، از زیرمجموعه‌های مدیریت سامانه‌ها بشمار می‌آیند.